# Günther Dembski
Günther Dembski (* 19. Dezember 1943 in Königstetten, Bezirk Tulln) ist ein österreichischer Numismatiker.

## Leben
Dembski studierte nach der Matura 1961 in St. Johann im Pongau an der Universität Wien Latein, Germanistik, Alte Geschichte, Archäologie und antike Numismatik. Nach der Promotion 1968 wurde er Mitarbeiter des Münzkabinetts des Kunsthistorischen Museums in Wien, wo er für die antiken Münzen zuständig war. Von 1995 bis zu seinem Ruhestand Ende 2008 leitete er das Münzkabinett. 1988 wurde er Universitätsdozent für antike Numismatik an der Universität Wien, 1994 außerordentlicher Professor.

## Veröffentlichungen (Auswahl)
- mit Michaela Zavadil: Der Münzschatz vom Rennweg 44. In: Wiener archäologische Studien. Band 6, 2004, ZDB-ID 2217200-2, S. 11–99.
- Die antiken Gemmen und Kameen aus Carnuntum (= Archäologischer Park Carnuntum. Neue Forschungen. 1). Phoibos, Wien 2005, ISBN 3-901232-53-2.
- mit Michael Alram: Die antiken Fundmünzen im Museum Carnuntinum (= Österreichische Akademie der Wissenschaften, Philosophisch-Historische Klasse. Denkschriften. 353 = Österreichische Akademie der Wissenschaften. Veröffentlichungen der Numismatischen Kommission. 44 = Archäologischer Park Carnuntum. Neue Forschungen. 4 = Die Fundmünzen der römischen Zeit in Österreich. Abteilung 3: Niederösterreich. 2). 3 Bände (Textbd. 1–2; Tafelbd.). Verlag der Österreichischen Akadakademie der Wissenschaften, Wien 2007, ISBN 978-3-7001-3821-1.
- Edle Steine – schöne Bilder. Römische Gemmen und Kameen aus Carnuntum (= Archäologischer Park Carnuntum. Neue Forschungen. 5 = Katalog des Niederösterreichischen Landesmuseums. Neue Folge 503). Kulturabteilung des Landes Niederösterreich u. a., Petronell-Carnuntum 2010, ISBN 978-3-85460-270-5.